# Raionul Kremenciuk (pre-2020), Poltava
Kremenciuk (în ucraineană Кременчуцький район, transliterat: Kremenciuțkîi raion) este un raion în regiunea Poltava, Ucraina. Reședința sa este orașul regional Kremenciuk, care nu aparține raionului.

## Demografie
Componența lingvistică a raionului Kremenciuk
     Ucraineană (93,75%)
     Rusă (5,58%)
     Alte limbi (0,49%)
Conform recensământului din 2001, majoritatea populației raionului Kremenciuk era vorbitoare de ucraineană (93,75%), existând în minoritate și vorbitori de rusă (5,58%).